# Et je reverrai cette ville étrange
Et je reverrai cette ville étrange est une œuvre de musique de chambre composée par Claude Vivier en 1981.

## Histoire
C'est un exemple extrême de monodie, où tous les instruments jouent à l'unission une ligne mélodique continue tout le long. Les musicologues voient ce morceau comme l'un des meilleurs exemples du concept de timbres du compositeur Claude Vivier, « jeux de couleurs ».
L'œuvre est créée par l'Arraymusic ensemble le 12 février 1982 dans une Église unie du Canada de Toronto.

## Effectif
- Trompette
- 2 percussionnistes : célesta, vibraphone, trompong, chang (bol chantant japonais), gong balinais, tam-tam,
- piano
- alto, violoncelle, contrebasse[2].

## Discographie
- Strange City / Ville Étrange, par Arraymusic, Artifact Music, 1988.
- Cette Ville Étrange: A Re-imagination Of Claude Vivier's "...Et Je Reverrai Cette Ville Étrange...", par Ensemble Constantinople, Dreyer Gaido, 2019